# Spodnji Gabernik
Spodnji Gabernik je naselje u slovenskoj Općini Rogaškoj Slatini. Spodnji Gabernik se nalazi u povijesnoj pokrajini Štajerskoj i statističkoj regiji Savinjskoj. 

## Promjena imena
U godini 2002 promijenilo se ime naselja iz »Spodnji Gabrnik« u »Spodnji Gabernik«.

## Stanovništvo
Prema popisu stanovništva iz 2002. godine naselje je imalo 118 stanovnika.